# 高平哲郎
高平 哲郎（たかひら てつお、1947年1月3日 - ）は、日本の編集者・放送作家・劇作家・演出家。
晶文社を創立した小野二郎は義兄にあたる。東京都杉並区出身。

## 経歴・人物
1953年、学習院初等科の試験に落ち、むさしの学園小学校に入学。父は高円寺で産婦人科を営んでいたが大の映画好きで、高平の少年時代、一家は毎週末には銀座か新宿の映画館に出かけて、映画を見ていた。裕福な家庭であったため、1953年の日本テレビ開局の年にはすぐテレビが購入され、高平は落語や演芸も好きとなる。
一橋大学社会学部卒業。
1956年から始まった「東宝ミュージカル」開始とともに、小学生のうちから通いつめ、中学2年生でアチャラカ喜劇の集大成作品『雲の上団五郎一座』を見る。小学5年生の時に姉が小野二郎と結婚。小野は高平を実の弟のようにかわいがり、安藤鶴夫や興津要の落語評論集を買ってくれるなどした。
武蔵中学校・高等学校で景山民夫・加藤芳一と知り合う。加藤は高平の弟子的存在のライター・放送作家となった。中学高校時代にあこがれていたのは、植草甚一・古今亭志ん生・立川談志・青島幸男・永六輔・赤塚不二夫だった。志ん生以外の人物とは、後に出会うことになる。2年浪人して一橋大学社会学部に入学。在学中、義兄の小野に誘われて晶文社の嘱託として編集に従事し、小林信彦の著作等を担当する。
南博のゼミで、卒論『日本のジャズ史』を提出して大学を卒業した後、博報堂に入社しコピーライターになり、晶文社の嘱託編集者も並行して行っていた。1973年に博報堂を退社。雑誌『WonderLand』（晶文社）・『宝島』（晶文社からJICC出版局（現宝島社）へ）創刊に携わった後、1975年に独立して、編集プロダクション「アイランズ」を設立。「VAN99ホール」を退社した北吉洋一、劇団東京ヴォードヴィルショーの舞台監督の谷口秀一らを入社させ、奥成達らと『小説マガジン』の編集、執筆を行う。その後、奥成達と高信太郎に、新宿歌舞伎町の「ジャックと豆の木」（通称「ジャック」）というスナックに連れていかれ、タモリの密室芸（奥成達が命名）を鑑賞し、馬鹿騒ぎをする。「ジャック」の常連には他に、長谷邦夫・山下洋輔・森山威男・坂田明・三上寛・長谷川法世・南伸坊らがいた。
1976年、「ジャック」の客たちと盛り上がって企画した「チャンバラトリオを銀座で見る会」を開催。司会はタモリ、解説は高信太郎であった。やがて、タモリが芸能人としてデビューしたことで、テレビのコメディ番組の構成作家となる。
1977年から、タモリの初期のLP『タモリ』『タモリ2』などをプロデュース。また、1978年には「全日本満足問題研究会」（赤塚不二夫、赤瀬川原平、奥成達、高信太郎、長谷邦夫）のLP『ライブ・イン・ハトヤ』もプロデュースした。以降、タモリとの関係は深く、デビューから片目にアイパッチを付けてテレビに出演していたタモリに、「特徴のない顔だ」と言い、レイバンのサングラスを奨めて掛けさせたのは高平である。以来、サングラスはタモリのトレードマークとなっている。
1978年、初めてニューヨークへ行く。以降、毎年のように訪れて、本場のショー・ビジネスの世界に触れる。劇団東京ヴォードヴィルショーの脚本なども執筆。他にも多数の舞台作品（主にミュージカル）を、作・演出しており、近年は舞台での活動が主となっている。なかでも、2002年から公演しているタップダンス・ミュージカル「ダウンタウン・フォーリーズ」シリーズは、人気作品となっている。
映画・演劇の著述・インタヴュー・聞き書きを行い、1984年に取材した千葉真一の熱狂的なファンにもなっている。1988年からJR東日本の雑誌『トランヴェール』の責任編集を3年間つとめた。1994年には中野サンプラザで行われた「筒井康隆断筆祭」の構成を担当した。

## 面白グループ
1973年の「ワンダーランド」でのインタビューで面識を得ていた赤塚不二夫に、1977年に再会。赤塚に「友達を紹介してくれない?」といわれ、演出家の滝大作を紹介したところ、意気投合。タモリも加えた4人で、毎晩のように新宿二丁目を訪れ、坂田明・内藤陳・小松政夫・団しん也・たこ八郎・三上寛・研ナオコ・柄本明・所ジョージ・THE ALFEE・劇団東京ヴォードヴィルショーの面々などが加わり、毎晩のようにバカ騒ぎをし、タモリが密室芸をくり広げた。赤塚はこの集団を「面白グループ」と命名した。
1978年3月には、タモリの初LPの完成記念キャンペーンとして、『タモリ・ヴォードビル・ウィーク』を企画。高平がインタビューして面識を得ていた由利徹を赤塚に紹介して、また意気投合。由利の弟子のたこ八郎も同席するようになり、赤塚家の居候は、タモリからたこ八郎にかわった。そして、たこ八郎から紹介された山本晋也も「面白グループ」に加わる。同年、日活ロマンポルノにて、監督：山本晋也、脚本：面白グループ、主演：柄本明、主題歌：所ジョージ、音楽：アルフィーで、『赤塚不二夫のギャグポルノ　気分を出してもう一度』が制作される。
1979年には、東映で『ケンタッキー・フライド・ムービー』の日本版『下落合焼とりムービー』を、監督：山本晋也、出演：面白グループの面々で制作。同年、渋谷公会堂で「第一回いたいけ祭り」という、タモリや赤塚の「宴会芸」を見せるイベントを行うが赤字。奥成達編集で書籍『空とぶ宴会芸』が刊行され、赤字を埋めた。面白グループ名義で、当時ヒットしていた女子大生二人が執筆した書籍『ANO・ANO（アノアノ）』のパロディ本、『SONO・SONO（ソノソノ）』を刊行しベストセラーに。1986年には『ソノソノ』をミュージカル・ショーにして、銀座博品館劇場で『オー・ソノソノ!』が上演された。

## 作品

### 著書
- みんな不良少年だった（白川書院、1977年1月） のち河出文庫
- 空飛ぶ冷し中華（「全日本冷し中華愛好会」名義、住宅新報社、1978年）
- 空飛ぶ冷し中華 Part2（「全日本冷し中華愛好会」名義、住宅新報社、1978年）
  - 共著：山下洋輔・筒井康隆・奥成達・平岡正明・坂田明・日比野孝二・河野典生・上杉清文・山口泰・伊達政保・舎人栄一・岡崎英生・瀬里なずな・小山彰太・池上比沙之・堀晃・黒鉄ヒロシ・赤瀬川原平・高信太郎・長谷邦夫・南伸坊・末井昭・長谷川法世・タモリ・吉峯英虎・赤塚不二夫・高平哲郎・朝倉喬司
- 定本ハナモゲラの研究（講談社、1979年）
  - 共著：赤瀬川原平・赤塚不二夫・朝倉喬司・糸井重里・上杉清文・及川正通・岡崎英生・、奥成達・鏡明・加藤芳一・高信太郎・小山彰太・坂田明・高平哲郎・タモリ・筒井康隆・中原仁・中村誠一・山口泰・山下洋輔・湯村輝彦・横田順彌
- 星にスイングすれば（晶文社、1980年12月）
- SONO SONO スーパーおじさんの告白メッセージ（アイランズ、1981年5月）
  - 共著：滝大作・赤塚不二夫・タモリ・高平哲郎
- スラップスティック・ブルース（冬樹社、1981年7月）
- 由利徹が行く（白水社、1981年12月）
- 変人よ我に返れ（PHP研究所、1983年6月）
- ザ・フィフティーズ 最高にゴージャスなアメリカン・スタイル（実業之日本社、1984年8月**和田 誠 (著), 片岡 義男 (著), **共著：和田誠、片岡義男、内藤陳、高平哲郎、わたせせいぞう
- 話は映画ではじまった part 1（晶文社、1984年8月）
- 話は映画ではじまった part 2（晶文社、1984年9月）
- 有名人 おさわがせメディア表現論（竹書房、1988年10月）
  - 共著：中上健次・野田秀樹・高平哲郎
- ナオコのどうゆー関係こうゆー関係 緊張関係から肉体関係まで（研ナオコ著・高平構成、近代映画社、1991年7月）
- スポーツのフォーカス 1982-1991（奥成繁著・高平編集、近代映画社、1992年10月）
- スタンダップ・コメディの勉強 アメリカは笑っている（晶文社、1994年2月）
- それでも由利徹が行く（白水社、1996年5月）
- 由利徹が行く 増補新版（白水社、1996年8月）
- 銀座の学校（1997年10月）
- モダン・ジャズの勉強をしよう (植草甚一ジャズ・エッセイ大全) （高平編集 晶文社 1998年4月）
- ぼくの好きなジャズマンたち (植草甚一ジャズ・エッセイ大全)（高平編集 晶文社 1998年5月）
- あなたの想い出 Memories of You（晶文社、2000年12月）
- ぼくたちの七〇年代（晶文社、2004年1月）
- アチャラカ（ビレッジセンター出版局、2004年2月）
- 新宿Dig Dug物語 中平穂積読本（東京キララ社、2004年9月）
- 植草さんについて知っていることを話そう（編著、晶文社、2005年1月）
  - 以下のメンバーと高平の対談。中平穂積、矢吹申彦、矢崎泰久、和田誠、来生えつこ、平野甲賀、片岡義男、瀬戸俊一、磯田秀人、奥成達、伊藤八十八、石川次郎、渡辺和博、渡辺貞夫、日野皓正、山下洋輔、内藤陳、タモリ、野田秀樹、森田芳光、山本容子、大岡玲、津野海太郎、坪内祐三
- 白く染まれ ホワイトという場所と人々（宮崎三枝子著・高平編、IBCパブリッシング、2005年9月）
- 面白いほどよくわかるジャズの名演250 モダン・ジャズ黄金期を彩るプレイヤーの人生と魂の名演を徹底紹介!（アドリブ編、中村誠一・高平監修、日本文芸社、2009年12月）
- 今夜は最高な日々（新潮社、2010年8月）
- 大弔辞 先輩、友、後輩へ綴られた最後の愛の手紙（扶桑社、2011年10月）
- 銀座の学校・新宿の授業 (高平哲郎スラップスティック選集 1)（発行：ヨシモトブックス、発売：ワニブックス、2014年6月）
- 定本アチャラカ 真面目が嫌い (高平哲郎 スラップスティック選集 2)（発行：ヨシモトブックス、発売：ワニブックス、2014年8月）
- スラップスティック・ジャム -変人よ我に返れ- (高平哲郎 スラップスティック選集 3) （発行：ヨシモトブックス、発売：ワニブックス、2014年11月）
- スタンダップ・コメディの復習 -アメリカは笑いっ放し- (高平哲郎 スラップスティック選集 4) （発行：ヨシモトブックス、発売：ワニブックス、2015年4月）
- あなたの想い出 ぼくの、そしてみんなの(高平哲郎 スラップスティック選集 5) （発行：ヨシモトブックス、発売：ワニブックス、2015年7月）
- 破壊するのだ! ! ──赤塚不二夫の「バカ」に 学ぶ (ele-king books) （Pヴァイン　2015年9月）
- 私説 人名事典  (高平哲郎スラップスティック選集 別巻) （発行：ヨシモトブックス、発売：ワニブックス、2016年1月）
- ぼくのインタヴュー術 入門篇 (高平哲郎スラップスティック選集 6 上巻) （発行：ヨシモトブックス、発売：ワニブックス、2016年7月）
- ぼくのインタヴュー術 応用篇 (高平哲郎スラップスティック選集 6 下巻) （発行：ヨシモトブックス、発売：ワニブックス、2016年9月）
- 酒と莫迦の日々 （発行：ヨシモトブックス、発売：ワニブックス、2018年4月）
- 喜劇役者の時代 - THE last COMEDIAN -（発行：ヨシモトブックス、発売：ワニブックス、2019年6月）

### 面白グループ名義の共著
- 空飛ぶかくし芸 面白グループ 編 住宅新報社 1977
- ものまね魔 面白グループ 著 広済堂出版 1978 (豆たぬきの本)
- 野球のない夜は英語でひまつぶし : いたずら英語教室 面白グループ 著 ベストセラーズ 1981 (ワニの本. ベストセラーシリーズ)
- 通勤電車は英語でひまつぶし : 英語センスが身につく 面白グループ [著] ベストセラーズ 1988 (ワニ文庫)

### 作詞
- おすもうたいそう（歌：のこいのこ&グッピーズ、作曲・編曲：クニ河内、「ひらけ!ポンキッキ」挿入歌）
- やせろ! チャールス豚三世（歌：大野方栄、作曲・編曲：中村誠一、「ひらけ!ポンキッキ」挿入歌）
- オムライス・チョンボNo.5（歌：谷啓、作曲・編曲：中村誠一、「ひらけ!ポンキッキ」挿入歌）
- 大きな海のその下で（歌:所ジョージ、作曲：所ジョージ、編曲：ドゥビードゥーバーズ）
- 悲しきTokyo City Boy（歌：誰がカバやねんロックンロールショー、作曲：かもんりょう）
- きたかチョーさん、まってたドン（歌：川上さんと長島さん、作曲・編曲：細野晴臣）
- タモリのワーク・ソング（歌：タモリ、作曲：Nat Adderley、編曲：鈴木宏昌）
- 地下鉄音頭（歌：春日三球・照代、作曲・編曲：萩原哲晶）
- 湯の町ブルース（歌：九十九一、作曲：猪俣公章）
- 月曜日はシックシック（歌：三井比佐子、作曲：筒美京平）
- おばあチャンバ（歌：松金よね子、作曲：沢田研二、編曲：後藤次利）、「一ッ星家のウルトラ婆さん」オープニングテーマ）
- ウルトラ サ バドゥビャ（歌：松金よね子、作曲：沢田研二、編曲：後藤次利）、「一ッ星家のウルトラ婆さん」エンディングテーマ）

### 演劇
- ザッツ・ジャパニーズ・ミュージカル（1998年）
- フェイキング フレッド＆ジンジャー（作・演出、1999年）
- 上を向いて歩こう（作・演出、1999年）
- ダウンタウン・フォーリーズ（2002年）
- ダウンタウン・フォーリーズ Vol.2（2004年）
- ダウンタウン・フォーリーズ Vol.3（2005年）
- ダウンタウン・フォーリーズ Vol.4（2005年）
- ダウンタウンフォーリーズ番外編（2007年）
- ダウンタウン・フォーリーズ Vol.5（2005年）
- 海に響く軍靴〜FOOTSTEPS IN THE PACIFIC〜（北野武原案、高平哲郎脚本・演出、2015年）

etc.

### 翻訳
- プロデューサーズ（メル・ブルックス & トム・ミーハン著、アイビーシーパブリッシング、2005年6月）
- 40代なんて怖くない!（J.アルバートソン & L.スティール & J.V.ギーソン著・三砂博訳・高平哲郎監修、晶文社、2005年9月）

## テレビ番組

### 構成作家・スーパーバイザー（過去）
以下はフジテレビ系列の番組
- 森田一義アワー 笑っていいとも!
  - レギュラー放送最終回となった、2014年3月31日放送分では放送開始時からのスタッフとして顔出しで出演。
- 笑っていいとも!増刊号
- 笑っていいとも!特大号
- 笑っていいとも!新春祭
- 笑っていいとも!春・秋の祭典スペシャル
- 夜の笑っていいとも!春・秋のドラマ特大号
- FNS27時間テレビ 笑っていいとも!真夏の超団結特大号!!徹夜でがんばっちゃってもいいかな?
- FNSの日
- タモリ・中居の手ぶらでイイのに…!?〜ドラマチック・リビングルーム〜
- ライオンのいただきます
- おまたせ!!ラグ定食
- ラグ&ピース
- ライオンのごきげんよう

### 構成作家
以下は日本テレビ系列の番組
- 欽ちゃんの仮装大賞
- 今夜は最高!

以下はフジテレビ系列の番組
- 笑ってる場合ですよ!
- オレたちひょうきん族 ※高平アクサイ哲郎名義にて
- テレビくん、どうも
- FNSスーパースペシャルテレビ夢列島
- FNS1億2000万人のクイズ王決定戦!
- FNSの日・1億2500万人の超夢列島〜そのうちなんとか…23時間
- FNSの日十周年記念1億2500万人の超夢リンピック
- 疾風怒涛！FNSの日スーパースペシャルXI真夏の27時間ぶっ通しカーニバル　～REBORN～
- 月深

以下はTBS系列の番組
- TVジョーカーズ笑
- テレビ探偵団
- 金曜気分で!
- はばたけ!ペンギン